# 開成站
開成站（日语：／ Kaisei eki */?）是一個位於神奈川縣足柄上郡開成町吉田島，屬於小田急電鐵小田原線的鐵路車站。車站編號是OH 42。

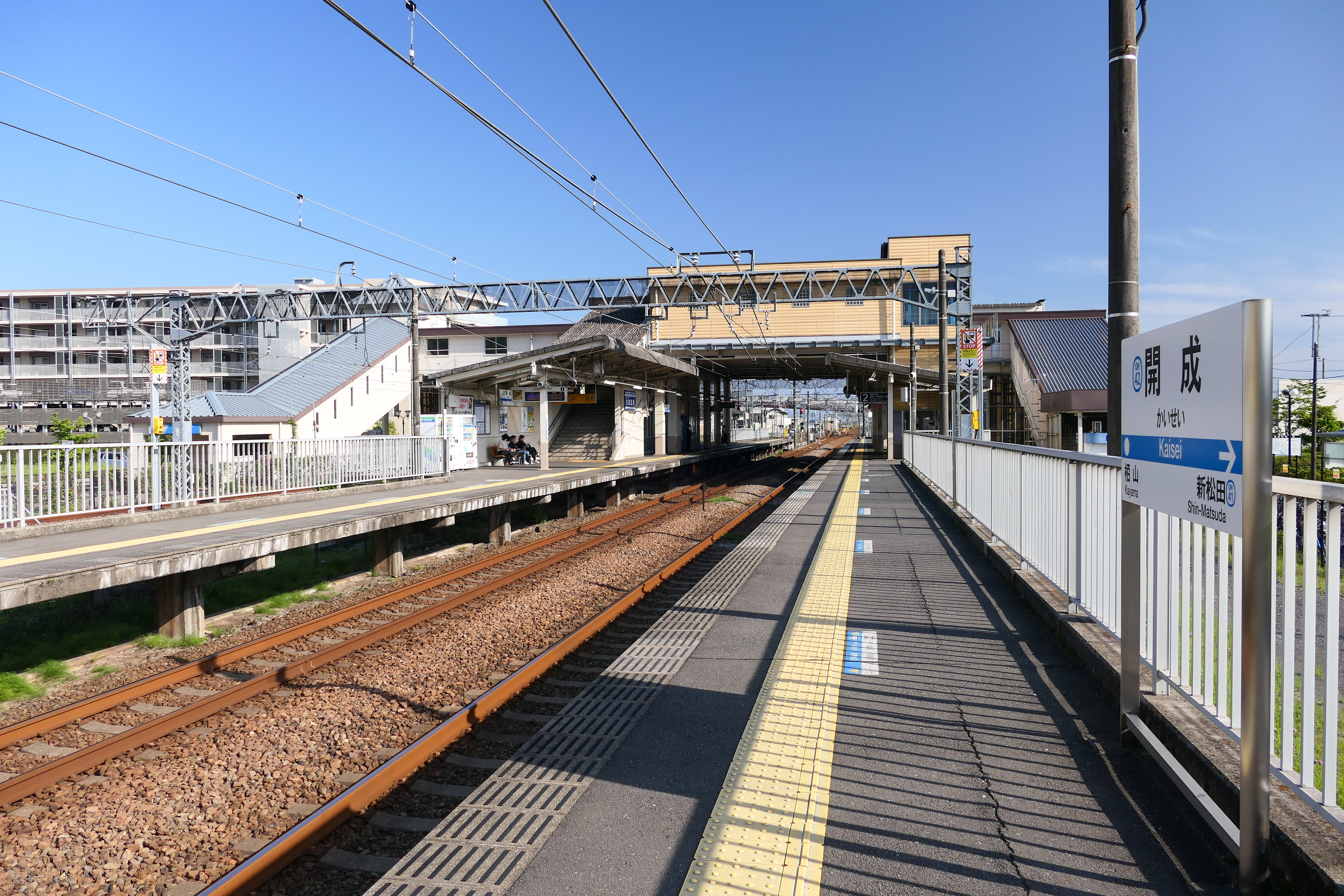
月台(2024年5月)

## 歷史

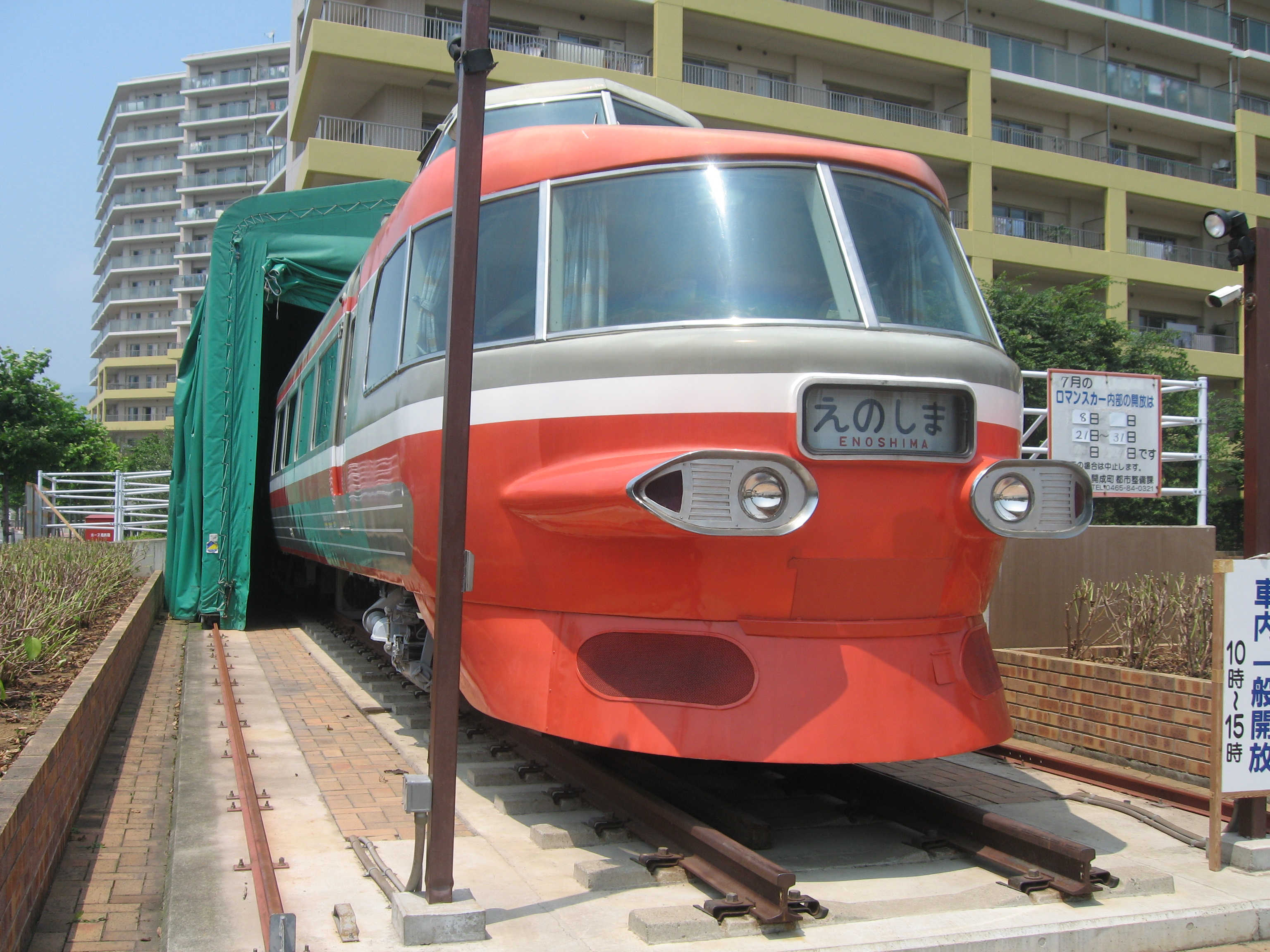
東口開成站前第二公園保存的3100形NSE車（2007年7月28日）

- 1985年（昭和60年）3月14日 - 開業。為各站停車、準急與部分急行班次的停靠站。
- 2001年（平成13年） - 3100形NSE車（日语：小田急3100形電車）3181號於本站保存。
- 2004年（平成16年）6月5日 - 2600形（日语：小田急2600形電車）最終班次的終點站。
- 2005年（平成17年）6月4日；5日、11日、12日 - 配合開成町的「紫陽花祭」，浪漫特快「箱根65號」臨時停車。（2006年以後繼續實施）。
- 2008年（平成20年）3月15日 - 新松田以西不停靠準急，本站不再停靠準急。
- 2018年（平成30年）
  - 3月17日 - 本厚木至小田原各站停車的急行，在新松田以西將車種改為各站停車，本站不再停靠急行[2]。また、箱根登山線直通列車の運行がなくなる。
  - 4月27日 - 小田急宣布開成站將進行月台延伸工程[3]。

### 站名由來
過去開成町是小田急線中唯一沒有車站的市區町村。因此，在開成町與居民的請求下，小田急在此地開設第68個車站，並以町名「開成」命名。

## 車站構造
本站是側式月台2面2線，並設有留置線的地面車站。站房為跨站式站房，出口分為西口與東口。站內設有自動售票機與自動驗票閘門。剪票口層與月台層之間設有電梯。
包含本站在內的新松田～小田原中途5站的月台有效長度為120公尺（20公尺車輛6組），不停靠10輛編組的急行。東側留置線可停放10輛編組列車，轉轍器在小田原方向。該留置線夜間會停放三組10輛編組列車。月台從東側起為1號月台。
2015年度，本站與栢山站、富水站、螢田站、足柄站宣布新設列車資訊顯示器，同年底完成。
隨著人口增加，現在可停靠6輛編組列車的月台將延長成可停靠10輛編組列車，目標在2019年竣工。工程完成後，除了恢復停靠急行，並將增停快速急行。

### 月台配置
| 月台 | 路線     | 方向 | 目的地                       |
| ---- | -------- | ---- | ---------------------------- |
| 1    | 小田原線 | 下行 | 小田原、箱根湯本方向         |
| 2    | 小田原線 | 上行 | 相模大野、新宿、千代田線方向 |

- 2016年3月26日改點起，午間時段新松田～小田原間僅有各站停車班次，相模大野、本厚木方向至本站須在新松田站換車。
- 2018年3月17日改點起，下行方向各站停車都止於小田原，從本站要前往箱根湯本方向須在小田原站轉乘。
- 開成繡球花祭等活動時，浪漫特快增停本站。

## 使用情況
2017年度1日平均上下車人次為11,329人。近年上下車人次、上車人次變化如下表。
| 年度               | 1日平均 上下車人次 | 1日平均 上車人次 | 來源     |
| ------------------ | ------------------ | ---------------- | -------- |
| 1995年（平成07年） |                    | 2,654            | [ * 1 ]  |
| 1998年（平成10年） |                    | 3,000            | [ * 2 ]  |
| 1999年（平成11年） |                    | 3,043            | [ * 3 ]  |
| 2000年（平成12年） |                    | 3,099            | [ * 3 ]  |
| 2001年（平成13年） |                    | 3,209            | [ * 4 ]  |
| 2002年（平成14年） |                    | 3,279            | [ * 5 ]  |
| 2003年（平成15年） | 6,998              | 3,525            | [ * 6 ]  |
| 2004年（平成16年） | 7,934              | 3,853            | [ * 7 ]  |
| 2005年（平成17年） | 8,278              | 4,023            | [ * 8 ]  |
| 2006年（平成18年） | 9,145              | 4,459            | [ * 9 ]  |
| 2007年（平成19年） | 10,047             | 4,932            | [ * 10 ] |
| 2008年（平成20年） | 10,234             | 5,431            | [ * 11 ] |
| 2009年（平成21年） | 9,778              | 4,811            | [ * 12 ] |
| 2010年（平成22年） | 10,004             | 4,936            | [ * 13 ] |
| 2011年（平成23年） | 9,975              | 4,918            | [ * 14 ] |
| 2012年（平成24年） | 10,203             | 5,041            | [ * 15 ] |
| 2013年（平成25年） | 10,424             | 5,155            | [ * 16 ] |
| 2014年（平成26年） | 10,308             | 5,097            | [ * 17 ] |
| 2015年（平成27年） | 10,736             | 5,319            | [ * 18 ] |
| 2016年（平成28年） | 11,033             | 5,470            | [ * 19 ] |
| 2017年（平成29年） | 11,329             |                  |          |

## 車站周邊
開業當時車站周邊多為空地，2000年代起，在小田急電鐵主導下開始建設公寓與商業設施。
東口的開成站前第二公園保存著3100形NSE車。
從西口前往開成町役場步行約30分。
- 開成站前公園
- 開成站前第二公園
- MaxValu（日语：マックスバリュ）開成站前店 - 永旺集團MaxValu東海（日语：マックスバリュ東海）營運的食品、日用品超市。
- 開成「庭園之杜」Palette Garden（パレットガーデン） - 小田急不動產（日语：小田急不動産）出售的住宅區。
- 開成町立開成南小學校
- 足柄大橋
- 富士軟片 - 車站有前往本公司與富士全錄研究所、開發中心的接駁巴士（委託箱根登山巴士）。

### 巴士路線
西口站前廣場發車。
- 關本（日语：箱根登山バス関本営業所）（大雄山站） - 和田河原站 - 開成站（箱根登山巴士）※週六日早晨1班

## 相鄰車站
小田急電鐵
 小田原線

■快速急行
通過
■急行
新松田（OH 41）－開成（OH 42）－小田原（OH 47）
■各站停車
新松田（OH 41）－開成（OH 42）－栢山（OH 43）

## 外部連結
- 開成 - 小田急電鐵